# Allegro de concert (Chopin)
Allegro de concert A-dur op. 46 – utwór na fortepian skomponowany przez Fryderyka Chopina. Allegro stanowi pozostałość po planowanym trzecim koncercie fortepianowym. Utwór zaczął powstawać po 1831. Opublikowany został w 1841.
Jest jedną z najtrudniejszych oraz najrzadziej wykonywanych kompozycji Chopina .

## Historia
Chopin rozpoczął komponowanie kolejnego koncertu fortepianowego po przyjeździe do Paryża, na kanwie sukcesu jego ostatniego koncertu (e-moll op. 11). Ojciec muzyka, Mikołaj Chopin, kilkukrotnie pytał w listach do syna o przebieg prac nad trzecim koncertem. Kompozytor pracował nad przyszłym opus 46 na przełomie 1834 i 1835. John Rink – autor pierwszej monografii Allegra – zasugerował, że plany napisania trzeciego koncertu zostały zarzucone z powodu, w opinii Chopina, niezrozumienia z jakim spotkało się ostatnie wykonanie Koncertu e-moll 4 kwietnia 1835 w paryskim Théâtre des Italiens w ramach charytatywnego koncertu wielu wykonawców.
Ostatnie prace nad Allegrem miały miejsce w październiku 1841 podczas pobytu w Nohant. 18 października Chopin wysłał rękopis utworu Julianowi Fontanie w celu przygotowania kopii. 12 listopada Chopin wysłał kopię lipskiemu wydawnictwu Breitkopf & Härtel. Według listu do Fontany kompozytor miał oczekiwać za kompozycję honorarium w wysokości 600 franków. Utwór dedykowany został Friederike Müller, uczennicy Chopina. W ramach zakończenia nauki kompozytor przekazał Müller rękopisy dwóch etiud z op. 10 oraz obiecał zadedykowanie „kompozycji koncertowej”. Müller wykonała op. 64 w obecności autora pod koniec 1844.
Frederick Niecks sugerował, że Allegro mogło zawierać pomysły mające zostać wcześniej wykorzystane w koncercie na dwa fortepiany, który Chopin planował stworzyć w celu wykonania w Wiedniu z Tomaszem Napoleonem Nideckim.
Aleksander Zarzycki wykonał Allegro de concert 5 stycznia 1869 w warszawskim Teatrze Wielkim.
Rękopis kompozycji przechowywany był w archiwum Breitkopf & Härtel do 1938. Dwa lata wcześniej wydawnictwo zaproponowało władzom polskim zakup autografów Chopina, czego orędownikiem był Tadeusz Brzeziński, były polski konsul w Lipsku. Obiekty przekazane zostały Bibliotece Narodowej w styczniu 1938. Rękopis Allegra oraz autografy dziewiętnastu innych utworów Chopina ze zbiorów Biblioteki Narodowej wywiezione zostały z Polski we wrześniu 1939. Zdeponowane zostały, wraz z innymi zabytkami kultury polskiej, w Bank of Montreal. W grudniu 1958 polska delegacja w Kanadzie, w skład której wchodzili m.in. pianiści Zbigniew Drzewiecki i Witold Małcużyński, odzyskała obiekty, które przywieziono do kraju 3 lutego następnego roku. Zwrócone zabytki wystawione zostały w Muzeum Narodowym (7–12 lutego) oraz na krakowskim Wawelu (17–22 lutego). Zdeponowane zostały w Bibliotece Narodowej 25 lutego 1959. Rękopisy prezentowane były w dniach 25 września–11 listopada 2010 podczas wystawy w warszawskim Pałacu Krasińskich.

## Charakterystyka
Allegro de concert rozpisane zostało w 279 taktach. Czas trwania utworu wynosi ok. 15 minut. Rozpoczyna się w tempie allegro maestoso. Fragment identyfikowany jako początek partii solowej przypada na 87 takt.
Utwór skomponowany został w stylu brillant. Chopin porzucił tę estetykę długo przed ukończeniem op. 64, począwszy od etiud z op. 10 wydanych w 1833. Allegro należy do niedookreślonego gatunku, w którym tradycyjna forma koncertu solowego z fragmentami tutti-solo została zaadaptowana na fortepian solo. John Rink zaliczył do tego gatunku m.in. Koncert włoski Johanna Sebastiana Bacha z 1735 oraz Grand Allegro de Concert op. 39 Edwarda Wolffa z 1840.
Kompozycja cechuje się idiomem dumowo-marszowym oraz genrem marszowym. Janusz Miketta widział w nim, podobnie jak m.in. w obu koncertach, topos „zamiennikowy”, którego genezy doszukiwał się w Das Wohltemperierte Klavier Johanna Sebastiana Bacha.

## Recepcja
21 stycznia 1888 w czasopiśmie „The Athenaeum” ukazała się recenzja wykonania Allegra w interpretacji Vladimira de Pachmanna.
W wydanej w 1900 biografii kompozytora James Huneker pisał o Allegrze, że może być uznawane za fragment koncertu, bardziej niż III sonata fortepianowa f-moll op. 14 Roberta Schumanna uznawana jest za „koncert bez orkiestry”. 15 lat później ten sam autor pisał, że Allegro „nie jest utworem wybitnym. To kadłubowy koncert, lecz dowodzi, że kompozytor potrafi wypełnić płótno większe aniżeli tylko walc”.
Nikołaj Żylajew pisał w 1910 o balladach, Allegrze, Barkaroli Fis-dur op. 60 i Polonezie-Fantazji As-dur op. 61, że „wszystkie one napisane są w nowych «słowiańskich» formach sonatowych i wszystkie znowuż między sobą formą się różnią”. 50 lat później Heinrich Neuhaus wywodził pierwowzór sonaty jednoczęściowej z tych samych utworów.
Józef Michał Chomiński zwrócił uwagę na podobieństwo Chopinowskiego Allegra z jednoczęściowym Konzert-Allegro op. 134 Schumanna. Mieczysław Tomaszewski zaliczył utwór do „słabszych” w dorobku Chopina.

## Wydania
Allegro de concert op. 46 wydane zostało w grudniu 1841 w Paryżu w oficynie Maurice'a Schlesingera (nr wyd. M. S. 3481). W styczniu 1842 ukazało się nakładem Breitkopf & Härtel (nr wyd. 6651). 20 stycznia tego samego roku Wessel & Stapleton wydało op. 46 Londynie (nr wyd. W & S No. 5298).
Do 1852 Breitkopf & Härtel wydało transkrypcję Allegra na fortepian na cztery ręce autorstwa Franza Ludwiga Schuberta. Do 1880 lipska oficyna Carla Friedricha Kistnera wydała wersję na dwa fortepiany Karola Mikulego. W podobnym czasie wydana została przez Breitkopf & Härtel wersja na dwa fortepiany, którą opracował Jean Louis Nicodé. Ten ostatni dokonał również transkrypcji op. 46 na fortepian i orkiestrę, wydanej przed 1888 przez tego samego wydawcę. Nicodé dokomponował do swoich wersji przetworzenie o długości 70 taktów. Przed 1904 ukazała się transkrypcja na skrzypce i orkiestrę, którą dla paryskiego wydawnictwa Enochs tworzyli Charles Louis Adolphe Vogel i Narcisse-Augustin Lefort. W 1949 w Paryżu nakładem Lemoine ukazała się wersja na fortepian przygotowana przez Noëla Gallona (dwa lata wcześniej w tym samym wydawnictwie ukazała się wersja na fortepian bez oznaczenia autora). Transkrypcji na fortepian i orkiestrę dokonali również Kazimierz Wiłkomirski (rękopis znajduje się w zbiorach biblioteki Polskiego Wydawnictwa Muzycznego) oraz Ingolf Wunder.
Odręczne notatki przypisywane Chopinowi odnoszące się do niepoprawnego zapisu współbrzmień oraz dopuszczające pominięcie fragmentu ekspozycji (takty 12–82) znajdują się na egzemplarzach wydań przechowywanych w warszawskim Towarzystwie im. Fryderyka Chopina (zbiory Ludwiki Jędrzejewiczowej) oraz paryskiej Bibliothèque nationale (zbiory Camille Dubois O'Meara).

## Nagrania
Interpretacje op. 46 nagrali m.in. Claudio Arrau, Barbara Hesse-Bukowska, Jelena Bekman-Szczerbina i Ingolf Wunder. Jest to jedyny utwór Chopina, który nie został wydany przez Decca Records w ramach nagrania dzieł wszystkich w wykonaniu Adama Harasiewicza. Na rolkach pianolowych Allegro de concert zarejestrowali m.in. Wiera Maurina, Maria Carreras, Wilhelm Backhaus i Marie-Jeanne Riss-Arbeau.